# Ster (Stavelot)
Ster is een dorp in de Belgische gemeente Stavelot.
In de fusiegemeente Stavelot is er ook nog een gehucht met dezelfde naam (Ster) wat voor de fusie van 1977 bij de gemeente Francochamps hoorde.
Het dorp ligt in de Belgische Ardennen tussen Coo en Stavelot centrum op de noordelijke helling van de Amblève..
Er zijn verschillende boerderijen waarbij sommige gebouwen met vakwerk.
Het huis met adres Ster 12 is in 1992 geklasseerd als monument omwille van het historische dak, gevel en puntdak.

## Naamkunde
Ster betekent een geruimde, ontboste plaats.